# Остров проклятых (фильм)
«Остров проклятых» (англ. Shutter Island) — американский неонуарный психологический триллер режиссёра Мартина Скорсезе по одноимённому роману Денниса Лихэйна, вышедший 19 февраля 2010 года в США. Сценарная адаптация романа была произведена Лаэтой Калогридис. Это четвёртая совместная работа Скорсезе и актёра Леонардо Ди Каприо.
Оригинальное название романа и фильма Shutter Island (с англ. — «Остров Шаттер», дословно — «Остров-ставень»), является композиционной и сюжетной метафорой.

## Сюжет
Осенью 1954 года маршал США Эдвард (Тедди) Дэниелс (Леонардо Ди Каприо) и его напарник Чак Оул (Марк Руффало) направляются расследовать исчезновение детоубийцы Рэйчел Соландо, сбежавшей из Эшклиффской лечебницы для душевнобольных преступников на острове Шаттер, в море неподалёку от Бостона. Лечебница строго охраняется, 42 её пациента находятся в обычных корпусах, а ещё 24 особо опасных — внутри бывшего военного форта, переоборудованного в третий корпус лечебницы. Лечащий врач Рэйчел — доктор Лестер Шин уехал с острова сразу после её исчезновения.
У Тэдди непрекращающиеся головные боли, его тяготит не только загадка исчезновения Рэйчел Соландо из запертой палаты, но и собственные сны и воспоминания: о погибшей в пожаре жене Долорес (Мишель Уильямс) и нацистском концентрационном лагере смерти Дахау, в освобождении которого в 1945 году он принимал участие. Неприятные ассоциации мрачной лечебницы с гитлеровским лагерем смерти усугубляются, когда маршал встречается с пожилым доктором-немцем Нерингом (Макс фон Сюдов).
Главный врач лечебницы доктор Коули (Бен Кингсли) объясняет маршалам, что Рэйчел, осуждённая после убийства — утопления в пруду троих своих детей, — была убеждена, что находится не в лечебнице, а у себя дома. К тому же ей кажется, что сотрудники лечебницы — молочники, почтальоны и т. д. В палате исчезнувшей пациентки обнаруживается бумажка с надписью «Правило четырёх; кто 67-й?». Допросы пациентов и санитаров мало что дают, хотя одна из пациенток украдкой записывает в блокнот Тэдди послание: «Беги!».
Пока двое маршалов пытаются отделить правду от лжи, на острове начинается ураган, который становится причиной бунта психиатрических пациентов и отрезает все пути доступа к материку. Тедди, пользуясь бурей, выводит напарника в укромное место на кладбище и объясняет ему, что ищет в Эшклиффской лечебнице конкретного человека — пироманьяка Эндрю Леддиса (Элиас Котеас), виновника смерти Долорес. О том, что Леддис в лечебнице, ему сообщил бывший узник острова — психически больной преступник по имени Джордж Нойз (Джеки Эрл Хейли).
Охранники находят маршалов и возвращают их в лечебницу. Рэйчел Соландо (Эмили Мортимер) была обнаружена около маяка; женщина принимает Тэдди за своего погибшего на войне мужа. В кабинете доктора Коули Тэдди становится дурно, и он проводит полную кошмаров ночь в корпусе для санитаров. На следующее утро, пользуясь отключением запасного генератора электричества, которое держало пациентов под замками, маршалы пробираются в третий корпус строгого режима. В этом зловещем месте Тедди находит, к своему потрясению, Нойза, вроде бы оставшегося на материке. Искалеченный Нойз сообщает ему, что в лечебнице проводятся эксперименты над людьми.
Тэдди пробирается по скалам к маяку, проникаясь подозрениями к своему напарнику Чаку. Они расстаются; затем Тэдди видит труп Чака в воде под утёсом, спускается туда, но не находит ничего. Тем не менее, в пещерке на утёсах он встречает настоящую Рэйчел Соландо (Патриша Кларксон), никогда не возвращавшуюся в руки врачей. Рэйчел сама была одним из психиатров лечебницы, однако её попытка выдать миру правду об экспериментах по контролю за поведением людей обратила её из врача в узницу острова Шаттер. Она объясняет Тэдди, что в самой лечебнице пациентов пичкают нейролептиками, а на маяке проводят операции по изменению сознания, стирающие, опустошающие память и превращающие пациентов в обезличенных призраков, способных выполнять закодированные команды. Нейролептики давали и Тэдди.
Чак исчезает. Коули убеждает Тэдди, что тот приехал один на остров, без напарника. Тедди считает, что если Чак умер для всего мира, значит, он идеальный подопытный кролик. Маршал собирается пробраться в маяк. К своему удивлению, Тедди не находит на маяке никаких ужасных лабораторий — башня пуста. Лишь на последнем этаже он находит доктора Коули, который объясняет Тедди ситуацию. Тедди был маршалом федеральных служб лишь до 1952 года; в действительности он — Эндрю Леддис, тот самый 67-й пациент клиники, находящийся в клинике уже 2 года после убийства собственной жены. «Напарник Чак Оул» был лечащим врачом Эндрю — доктором Лестером Шином. Анаграммы Edward Daniels = Andrew Laeddis и Rachel Solando = Dolores Chanal и были загадочным «правилом четырёх». Все происходящие на острове события были инсценировкой, призванной вырвать Эндрю из его выдуманного мира в настоящий. В итоге Эндрю снова переживает забытую трагедию — смерть троих детей и жены.
В конце, в присутствии обоих докторов и медсестры, игравшей «роль» Рэйчел Соландо, — герой соглашается со всем, что говорит врач. Коули сообщает ему, что это прозрение было уже не первым. Утром Эндрю, беседуя с Шином, снова обещает «напарнику» бежать с острова. Когда Шин покачиванием головы сообщает доктору Коули, что состояние пациента не улучшилось, Тедди замечает: «Что лучше: жить монстром или умереть человеком?», от чего удивлённый Шин зовёт Эндрю «Тедди», но последний не реагирует, уходя с санитарами и Нерингом для проведения лоботомии. Последние кадры фильма снова показывают зловещий маяк.

## В ролях
| Актёр              | Роль                              |
| ------------------ | --------------------------------- |
| Леонардо Ди Каприо | Тедди Дэниелс / Эндрю Леддис      |
| Марк Руффало       | Чак Оул / доктор Лестер Шин       |
| Бен Кингсли        | доктор Джон Коули                 |
| Эмили Мортимер     | мнимая Рэйчел Соландо / медсестра |
| Элиас Котеас       | мнимый Эндрю Лэддис               |
| Мишель Уильямс     | Долорес Ченел                     |
| Патриша Кларксон   | вторая Рэйчел Соландо             |
| Джеки Эрл Хейли    | Джордж Нойс                       |
| Макс фон Сюдов     | доктор Джеремайя Нэринг           |
| Тед Левайн         | начальник тюрьмы                  |
| Джон Кэрролл Линч  | МакФерсон, заместитель начальника |
| Джозеф Сикора      | Глен Мига, санитар                |
| Джилл Ларсон       | пациентка клиники                 |

## Производство
В США фильм выпустила компания Paramount Pictures, а международной дистрибуцией фильма занялась компания Columbia Pictures. Фильм продюсировали компании Phoenix Pictures, Scorsese’s Sikelia и DiCaprio’s Appian Way Productions. Продюсеры фильма «Зодиак», Майк Медавой и Брэд Фишер (англ. Brad Fischer), спродюсировали фильм вместе с Арнольдом Мессером и Мартином Скорсезе. Деннис Лихейн, Лаэта Калогридис и Луи Филиппс выступили в качестве исполнительных продюсеров.
Сюжет в книге заканчивается немного раньше, чем в фильме: главный герой сидит на ступеньке, а санитары идут в его сторону. На что напарник его спрашивает, не кажется ли ему, что их с напарником вычислили. Маршал ему отрицательно отвечает и говорит, что у них кишка тонка. Напарник соглашается.